# Stella (эмулятор)
Stella — эмулятор игровой приставки Atari 2600, разрабатываемый для платформ Amiga, Windows, macOS, Linux, Windows CE/Mobile, Dreamcast, GP2X, Nintendo DS и Wii.
Stell поддерживает все схемы картриджей и практически все выпущенные игры для Atari 2600, включая варианты для видеосистем NTSC, PAL и SECAM с разверткой 50/60 Гц. В эмуляторе реализовано автодетектирование форматов через подсчет строк, генерируемых кадром. Также Stella эмулирует большинство периферийного оборудования Atari 2600, включая специфичные джойстики, пэддл-контроллеры, клавиатуры и мыши. Также в эмуляторе есть множество инструментов для создания и отладки собственных игры, включая отладчик и дизассемблер.
Биндинг для Java JStella позволяет запускать движок эмуляции Stella в качестве Java-апплета для веб-сайта.